# Ustavno sodišče Republike Slovenije
Ustavno sodišče Republike Slovenije (US RS) je neodvisen in avtonomen državni organ, ki izvršuje ustavnosodno presojo – je najvišji organ sodne oblasti za varstvo človekovih pravic in temeljnih svoboščin v državi ter varuh ustavnosti in zakonitosti. Med njegove glavne pristojnosti sodijo ocena ustavnosti zakonov ter ocena ustavnosti in zakonitosti drugih predpisov in odločanje o ustavnih pritožbah, s katerimi se uveljavljajo kršitve človekovih pravic s posamičnimi akti državnih organov, organov lokalnih skupnosti in nosilcev javnih pooblastil.
V razmerju do drugih državnih organov je Ustavno sodišče samostojen in neodvisen državni organ. Njegov položaj je določen v Ustavi, podrobneje pa je opredeljen v Zakonu o Ustavnem sodišču. Svojo organizacijo in delo Ustavno sodišče ureja s poslovnikom in drugimi splošnimi akti.

## Sestava
Ustavno sodišče sestavlja devet sodnic oziroma sodnikov Ustavnega sodišča, ki jih na predlog predsednika republike izvoli Državni zbor. Za ustavnega sodnika ali sodnico je lahko izvoljen državljan Republike Slovenije, ki je pravni strokovnjak in je star najmanj štirideset let. Ustavni sodniki so izvoljeni za dobo devetih let in ne morejo biti ponovno voljeni. Predsednico oziroma predsednika Ustavnega sodišča izvolijo ustavni sodniki izmed sebe za dobo treh let.

## Pristojnosti
Večino pristojnosti Ustavnega sodišča izrecno določa že Ustava, dopušča pa, da se določijo tudi z zakonom. Med njegove glavne pristojnosti sodijo ocena ustavnosti zakonov ter ocena ustavnosti in zakonitosti drugih predpisov in odločanje o ustavnih pritožbah, s katerimi se uveljavljajo kršitve človekovih pravic s posamičnimi akti državnih organov, organov lokalnih skupnosti in nosilcev javnih pooblastil.

## Notranja organizacija
Ustavno sodišče ima predsednico oziroma predsednika, ki ga izvolijo ustavne sodnice in ustavni sodniki izmed sebe s tajnim glasovanjem za dobo treh let. V odsotnosti ga nadomešča podpredsednica oziroma podpredsednik, ki se izvoli na enak način.
Predsednik Ustavnega sodišča predstavlja Ustavno sodišče. V zadevah zunaj sodnega postopka predstavlja Ustavno sodišče v mejah svoje pristojnosti ali v mejah pooblastila predsednika tudi generalna sekretarka oziroma generalni sekretar Ustavnega sodišča.
Veljavno organizacijo določata Poslovnik Ustavnega sodišča in Pravilnik o notranji organizaciji in pisarniškem poslovanju Ustavnega sodišča.

## Ustavni sodniki in sodnice Republike Slovenije

### Sodnice in sodniki Ustavnega sodišča:
- Matej Accetto, ustavni sodnik
- Rajko Knez, ustavni sodnik
- Rok Svetlič, ustavni sodnik
- Špelca Mežnar, ustavna sodnica
- Marko Šorli, ustavni sodnik
- Neža Kogovšek Šalamon, podpredsednica
- Klemen Jaklič, ustavni sodnik
- Katja Šugman Stubbs, ustavna sodnica
- Rok Čeferin, predsednik

### Generalni sekretar Ustavnega sodišča
- Dr. Sebastian Nerad, generalni sekretar
- Tjaša Šorli, namestnica generalnega sekretarja